# Stethorrhagus nigrinus
Stethorrhagus nigrinus är en spindelart som först beskrevs av Lucien Berland 1913.  Stethorrhagus nigrinus ingår i släktet Stethorrhagus och familjen flinkspindlar.
Artens utbredningsområde är Ecuador. Inga underarter finns listade i Catalogue of Life.